# Liste du patrimoine immobilier classé de Saint-Léger
Cette page regroupe l'ensemble du patrimoine immobilier classé de la commune belge de Saint-Léger.
| Objet | Année de construction / Architecte | Adresse                | Section communale | Coordonnées                      | Numéro d’inventaire | Illustration                                                                                     |
| --- | ---------------------------------- | ---------------------- | ----------------- | -------------------------------- | ------------------- | ------------------------------------------------------------------------------------------------ |
| Façades et toitures de l'ermitage et de la chapelle de Notre-Dame de Wachet (M) ainsi que l'ensemble formé par l'ermitage, la chapelle, les 14 stations du chemin de croix et une bande de terrains boisés entourant les édifices (S)                                               |                                    |                        |                   | 49° 36′ 42″ nord, 5° 40′ 11″ est | 85034-CLT-0002-01   | Site de Wachet : ermitage, chapelle, 14 stations du chemin de croix et terrain boisé environnant |
| Totalité de la maison Alice Meny, y compris les meubles immobiliers par destination suivants : la taque en fonte du foyer, le placard de taque y adossé dans la pêle et le placard englobant et masquant la descente de cave, l'escalier menant à l'étage et les portes intérieures |                                    | Rue du 5 septembre, 26 |                   | 49° 36′ 41″ nord, 5° 39′ 18″ est | 85034-CLT-0003-01   | Image manquanteTéléverser                                                                        |